# جیکلا

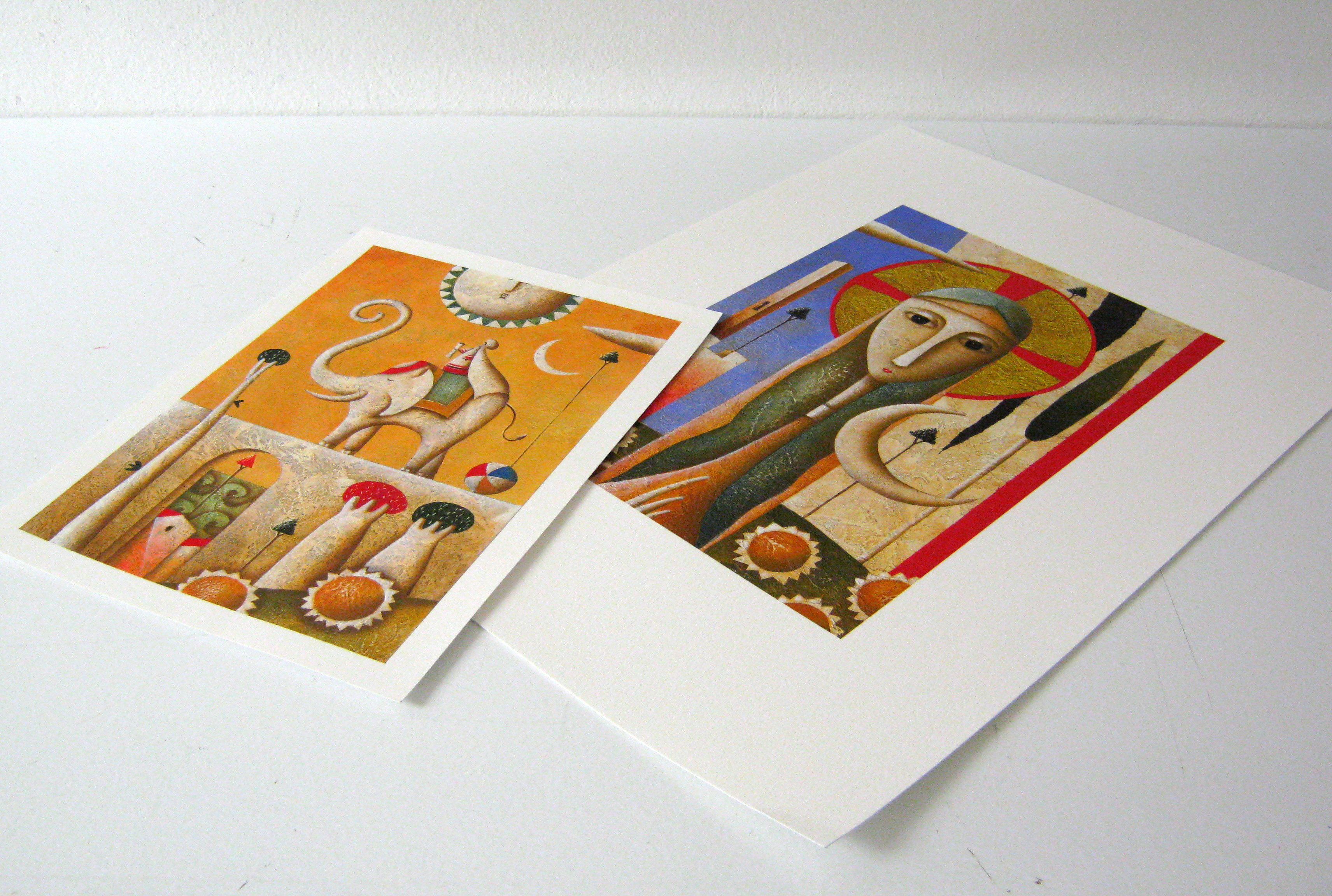
چاپ‌های دیجیتال

جیکلا یا ژی‌کله یا جی‌کله (فرانسوی: Giclée؛ انگلیسی: Giclée) یک واژهٔ جدیدی است که در سال ۱۹۹۱  توسط جک داگان، هنرمند چاپگر ابداع شد. این اصطلاح برای چاپ‌های دیجیتالی که به قصد آفرینش آثار هنری و با پرینترهای جوهرافشان خلق می‌شوند بکار می‌رود. این نام در اصل برای چاپ هنرهای زیبا که بر روی پرینترهای IRIS به وجود می‌آمدند، بکاررفته است؛ که در اواخر دههٔ ۱۹۸۰ اختراع شد اما از آن زمان به معنای هرگونه چاپ جوهرافشانی به کارمی‌رود. آن اغلب توسط هنرمندان، مکان‌های نقاشی و فروشگاه‌های انتشارات چاپ مورد استفاده قرار می‌گیرد که کیفیت بالای چاپ را مشخص می‌کند اما از آنجا که آن یک واژهٔ تنظیم نشده‌است پس هیچ نوع ضمانت کیفیتی مربوط نمی‌شود

## مبدأ
واژهٔ جیکلا توسط جک داگان پذیرفته شد، یک سازندهٔ پوستر و عکس‌های چاپی که درناش ادتیشن کار می‌کرد. او یک نام برای نوع جدیدی از چاپ می‌خواست که با پرینتر IRIS تولید می‌شوند، یک فرمت بزرگ، تفکیک‌پذیری بالا، پرینتر جوهرافشان با ثبات، آن‌ها همگی برای تولید چاپ هنرهای زیبا پذیرفته شوند. او به‌طور خاص به دنبال واژه‌ای بود که دلالت ضمنی منفی «جوهرافشان» یا «تولید شدهٔ کامپیوتری» را در برنداشته باشد. او واژه‌ای را براساس کلمهٔ فرانسوی gicleur انتخاب کرد مه به معنی «دهانه» بود. (افعال این واژه به معنی پراکندن، فوران کردن و افشاندن است) یک نتیجهٔ بدون هدف از انتخاب واژهٔ Duganne استفادهٔ حیرت‌آور آن در زبان فرانسه بود از زمانیکه زبان عامیانه‌یفرانسوی مدرن برای تخلیهٔ مردانه آن را به کاربرد.

## کاربرد متداول
علاوه بر تداعی معنایی اصلی با چاپ‌های IRIS، واژهٔ جیکلا با دیگر انواع پرینت‌های جوهرافشان وابستگی داشت و شامل پروسه‌هایی است که از محو کردن پایدار، جوهرهای بایگانی (مبنی بر مواد رنگی) و شکل‌های فرعی بایگانی استفاده می‌کرد که در ابتدا بر کنون، ایپسون، اچ پی و دیگر پرینترهای با قالب‌بندی بزرگ تولید می‌شدند. این پرینترها از پردازش رنگی CMYK استفاده می‌کنند اما بسیاری از آن‌ها کارتریج‌های چندگانه برای رنگ‌های مختلف براساس مدل رنگی CcMmYK دارند (از قبیل جوهر قرمز روشن و جوهر شیمی روشن علاوه بر جوهرهای قرمز و رنگی معمولی). این موارد تفکیک‌پذیری مشخص و وسعت رنگی را افزایش می‌دهند و انتقال‌های متحرک مدرج را راحت‌تر امکان‌پذیر می‌کنند. انواع گسترده‌ای از قبیل کاغذ چاپ مات، کاغذ، آبرنگ، پارچه‌های نخی یا پلاستیک‌های بافته شدهٔ صنعتی است.

## برنامه‌های کاربردی
هنرمندان معمولاً از چاپ جوهرافشان برای تکثیر کارهای هنری دو بعدی اصل، عکس‌ها، یا هنر تولیدشدهٔ کامیوتری استفاده می‌کنند. چاپ‌های جوهرافشانی که به‌طور حرفه‌ای تولید شده‌اند براساس هر چاپ خیلی گران-تر هستند تا پردازش چاپ افستی چهار رنگه که به‌طور سنتی برای چنین تکثرهایی استفاده می‌شد.(یک چاپ جوهرافشان با فرمت بزرگ می‌تواند بیش از ۵۰دلار قیمت داشته باشد که شامل اصلاح رنگ و اسکن نمی‌شود). در مقایسه با ۵ دلار برای هر چاپ افست چهاررنگی از همان تصویر مشابه در ترتیب ۱۰۰۰ تایی).
فرایند چاپ افست چهاررنگی زیان داشتن شغل تمام وقت برای تنظیم کردن و تولید تمام آن‌ها یک مرتبه در یک ویرایش جمعی را دارد. با چاپ¬ جوهرافشان هنرمند مجبور نیست برای تنظیم لوح چاپ‌گران با بازاریابی یا انبارهای افست چهار رنگی مورد نیاز است هزینه بپردازد. این موضوع به هنرمند اجازه می‌دهد تا نمونه تجارت را در زمان مناسب دنبال کند که در آن چاپ جوهرافشان می‌تواند یک انتخاب اقتصادی باشد، زیرا که هنر می‌تواند چاپ شود و به‌طور شخصی مطابق تقاضا فروخته شود. چاپ جوهرافشان مزایای افزوده‌ای دارد به‌طو ریکه به هنرمندان اجازه می‌دهد کنترل کامل تولید تصاویر خودشان را به دست گیرند که شامل اصلاح رنگ نهایی و زیر لایه‌های استفاده شده می-باشد و حتی برای هنرمندان شخصی امکان‌پذیر است که آن پرینترهای شخصی خودشان کارکنند.